# 约尔格·施马尔
约尔格·施马尔（德語：Jörg Schmall，1943年1月27日—），德国男子帆船运动员。他曾代表西德参加1976年夏季奥林匹克运动会帆船比赛，联同约尔格·施彭格勒获得托纳多级铜牌。